# Доналд Слејтон
Доналд Кент Слејтон (енгл. Donald Kent Slayton), познатији као Дик Слејтон (енгл. Deke Slayton; Спарта, 1. март 1924 — Лиг Сити, 13. јун 1993), био је амерички пилот, инжењер ваздухопловне технике, астронаут и администратор у НАСА. Служио је као пилот у Америчком ратном ваздухопловству током Другог светског рата и касније, у времену Хладног рата, као борбени и пробни пилот у ваздухопловној бази Едвардс. У априлу 1959. изабран је са још шест колега пробних пилота као члан групе Меркјури Седам, састављене од елитних пробних пилота које је одабрала НАСА да управљају експерименталном свемирском летелицом Меркјури и који су постали први амерички астронаути. Поред Слејтона, Меркјури Седам чинили су и Волтер Шира, Алан Шепард (први Американац у свемиру), Скот Карпентер, Џон Глен, Гас Грисом и Гордон Купер.

## Биографија

### Рана младост, образовање и војна служба
Слејтон је рођен на фарми у близини Спарте, Висконсин 1. марта 1924. године, као син Чарлса Шермана Слејтона (1887—1972) и Викторије Аделије Слејтон (рођене Ларсон; 1895—1970). Од раног детињства је навикао на мукотрпан рад на имању, и 1929. године остао је без домалог прста леве руке након једне незгоде. Основну школу је завршио као ученик генерације, у градићу Леону, 1938. године, а маја 1942. је матурирао у средњој школи Спарта, где се бавио боксом и био члан ФФА (Future Farmers of America). Иако је његов отац желео да млади Доналд остане по завршетку школовања на имању као његов наследник, Слејтон је имао друге планове. Наиме, током средње школе се заинтересовао за авијацију и полако кренуо да се усмерава у том правцу. 
На 18. рођендан је примљен у Америчко ратно ваздухопловство и по матурирању, отишао је у Тексас на летачку обуку, коју је успешно завршио у априлу 1943. Убрзо након тога, одлази у рат. До 1945. године је учествовао у укупно 63 борбене мисије (56 мисија у Европи и изнад Балканског полуострва и седам у Јапану у смирај рата), с једним периодом током 1944. када је радио као инструктор летења за будуће ратне војне пилоте. Након војне службе, одлази на студије на Универзитет Минесоте, где у августу 1949. дипломира као инжењер ваздухопловне технике, и запошљава се у компанији Боинг.
Ипак, две године касније бива позван у активну војну службу и постаје члан Ваздухопловне националне гарде Минесоте. До 1963. године и превременог пензионисања у чину мајора, обављао је разне дужности, од техничког инспектора, преко борбеног пилота у Западној Немачкој, до завршене елитне школе за пробне пилоте при Америчком ратном ваздухопловству и тестирања разних ловачких и других авиона и летелица у ваздухопловној бази Едвардс (у том периоду је и добио надимак Дик, изведен од иницијала почетног и средњег имена Д.К, будући да је његов дотадашњи надимак, још од детињства био Дон, али да би се избегла конфузија са пилотима истог имена он је усвојио овај нови), где је од јануара 1956. до априла 1959. био један од најбољих летача. Након сериозних и мукотрпних тестова, у априлу 1959. бива изабран за члана Меркјури Седам селекције.
Током каријере је забележио 7.164 часова лета на разним типовима авиона, од тога преко 5.100 на млазњацима.

### Астронаут
Преко ноћи је њега и његове колеге запљуснула слава. Слејтон је био изабран да буде други Американац у орбити после Џона Глена, али је скинут са лета Делта 7 почетком 1962. године због откривених срчаних проблема. Уместо Слејтона није летела његова замена Воли Шира, већ Скот Карпентер, у мисији коју је назвао Аурора 7, 24. маја 1962. Период након тога одликовала је борба за повраћај летачког статуса (који ће уследити 1972. године) и руковођење селекцијом будућих астронаута и организацијом тренажног процеса и обуке, где је у хијерархији НАСА био високо котиран, а његово мишљење је оспорено само једном, у случају Алана Шепарда, када су главешине НАСА одлучиле да овај није довољно спреман за лет на Аполу 13.
Слејтон је успео да отпутује у космос после 16 година чекања, као најстарији руки у 51. години, на заједничком лету са СССР, названом Аполо-Сојуз Тест Пројекат, јула 1975, провевши у свемиру девет дана. Након ове мисије, био је менаџер неколико пројеката у оквиру Спејс-шатл програма, а иако је гајио наде да би могао поново у космос као командант или пилот једне од Спејс-шатл мисија, руководство НАСА га је сматрало делом старе епохе и да је време за нове снаге, те се Слејтон разочаран повукао после 23 године службе у фебруару 1982.

### Приватни сектор
Након повлачења из НАСА последњу деценију живота провео је на разним руководећим местима у приватном сектору у области астронаутике и ваздухопловства. Учествовао је у Формула 1 ваздухопловним тркама (1982—1990) и седео у неколико управних одбора. Од 1984. је био део Фондације Меркјури Седам, која се бавила прикупљањем новца за младе наде и студенте у сфери науке и инжењерства. Члан је неколико кућа славних и носилац бројних друштвених признања, цивилних и војних одликовања, од којих су му нека постхумно учињена у част.

### Приватни живот и смрт
Слејтон се у мају 1955. оженио са Марџори Лани (1921—1989), са којом је имао сина Кента, рођеног 1957. Ипак, развео се од ње априла 1978. и преселио у кондоминијум у или у близини Свемирског центра Џонсон. У октобру 1983. године оженио се са Боби Бел Џонс (1945—2010), са којом је био у браку до своје смрти, 13. јуна 1993. Умро је са 69 година од последица малигног тумора на мозгу, у свом дому у Лиг Ситију, Тексас. Кремиран је и пепео му је расут по породичној фарми у Висконсину. У његовом родном месту Спарти има меморијални музеј у Слејтонову част, Deke Slayton Memorial Space & Bicycle Museum.

## Последњи летДоналда Слејтона
У јутро 13. јуна 1993. године, неколико часова након што је Слејтон преминуо, догодио се један необјашњив догађај. На аеродрому "Џон Вејн" у Калифорнији узлетео је авион регистарских ознака N21X (регистарске ознаке авиона који је био у Слејтоновом власништву из времена када се бавио авио-тркама) и извео неколико акробација у ваздуху. Како је поседовао пропелер за велике брзине, будући да је био наменски авион за авио Формула 1 трке, пробио је правно дозвољену границу звука. Недалеко од писте је забележена бука од 90,4 децибела наспрам дозвољених 86,8, затим јужно од писте 90,9 насупрот прописаних максималних 86,9 и километар и триста метара даље регистрована је бука од 3,5 децибела изнад дозвољене границе. Авион је уочен како се полако успиње на запад, а потом нестаје у правцу Пацифика. Сведоци догађаја су јасно видели регистарске ознаке на авиону. Неколико недеља касније Слејтоновој удовици стигло је писмо од Федералне ваздухопловне администрације, адресирано на Доналда К. Слејтона, у коме се обавештава о начињеном прекршају. Боби Бел Слејтон је ступила у контакт са надлежнима, објаснивши им да је њен супруг преминуо шест часова пре тог инцидента и да никако није могао пилотирати авионом. Нарочито што је тај авион поклоњен једном музеју у Спарксу, Невада извесно време пре догађаја — што је потврдио и кустос музеја, истакавши да авион није диран од тренутка кад је допремљен и да је сам Слејтон последњи њиме управљао — и да је мотор са њега уклоњен. Касније је истакла "како је њеном супругу вероватно било потребно шест часова да пронађе свог пријатеља Гаса Грисома да му помогне да покрене авион."

## Галерија
- Доналд Слејтон као ратни војни пилот, 1940-их година
- Доналд Слејтон (десно) са колегом током Другог светског рата, 1945. године
- Званични НАСА портрет Доналда Слејтона, 1960. године
- Доналд Слејтон (други здесна, седи) са остатком Меркјури Седам групе, 1962. године
- Званични портрет Доналда Слејтона, 1960-е године
- Доналд Слејтон (први здесна) са Френком Борманом, Нилом Армстронгом и Џоном Јангом (слева надесно), током обуке преживљавања у пустињи, 1964. године
- Доналд Слејтон, генерал Сем Филипс и Џорџ Лоу (стоје, здесна налево), 1969. године
- Доналд Слејтон и Мајкл Колинс, 1969. године
- Доналд Слејтон и Нил Армстронг током последњих припрема уочи лета Аполо 11, 1969. године
- Доналд Слејтон (други здесна) са Аполо астронаутима и космонаутима Сојуза 9 на забави, 1970. године
- Доналд Слејтон као астронаут на Аполо-Сојуз Тест Пројекту, 1975. године
- Доналд Слејтон у Аполо оделу, 1975. године
- Доналд Слејтон (десно) и Алексеј Леонов у загрљају током Аполо-Сојуз лета, 1975. године
- Доналд Слејтон на прес-конференцији, 1977. године
- Доналд Слејтон управља авионом Т-38 (леви угао), 1979. године
- Доналд Слејтон одговара на питања младе репортерке, 1979. године
- Доналд Слејтон, 1981. године
- Потпис Доналда Слејтона